# Kajan
Kajan – wieś w Armenii, w prowincji Tawusz. W 2011 roku liczyła 309 mieszkańców.